# South Benfleet
South Benfleet – miasto w Anglii, w hrabstwie Essex, w dystrykcie Castle Point. Leży 23 km na południe od miasta Chelmsford i 49 km na wschód od Londynu.